# فینال‌های ان‌بی‌ای ۱۹۷۷
سری فینال‌های قهرمانی جهان ان‌بی‌ای ۱۹۷۷ مرحلهٔ قهرمانی اتحادیهٔ ملی بسکتبال (ان‌بی‌ای) در فصل ۷۷–۱۹۷۶ و رقابت پایانی بازی‌های دور حذفی این فصل بود. قهرمان کنفرانس غرب، پورتلند تریل بلیزرز، در مقابل قهرمان کنفرانس شرق، فیلادلفیا سونتی‌سیکسرز قرار گرفت. چهار بازی آن‌ها در فصل عادی با دو برد برای هر یک همراه بود و هیچ‌کدام از دو تیم خارج از خانه پیروز نشدند. این سری با فرمت بهترین از هفت انجام شد.
ان‌بی‌ای ۷۷–۱۹۷۶ با ادغام ای‌بی‌ای و ان‌بی‌ای آغاز شد. پورتلند نیز از درفت گسترش ای‌بی‌ای بهره برده و ترکیب تیم خود را تشکیل داد. آن‌ها سراغ مهاجم قدرتی تیم اسپریتز سنت لوئیس، مائوریس لوکاس رفتند تا در کنار بیل والتون زوج این تیم را تشکیل دهند و فیلادلفیا نیز با جولیوس اروینگ، بازیکن آل-استار اتحادیهٔ بسکتبال آمریکا (ای‌بی‌ای) و ام‌وی‌پی سه‌بارهٔ ای‌بی‌ای که در فصل پیش نیویورک نتس را به قهرمانی ای‌بی‌ای رسانده بود قرارداد امضاء کرد. در فینال‌های ان‌بی‌ای ۱۹۷۷ پنج بازیکن از ده بازیکن شروع کننده سابقهٔ بازی در ABA را داشتند (جولیوس اروینگ، کالدول جونز، جرج مک‌گینیس، دیو تواردزیک و مائوریس لوکاس).
صعود فیلادلفیا به رقابت پایانی تعجبی نداشت، چرا که بهترین رکورد را در شرق به ثبت رسانده بودند (۵۰–۳۲، #۱)، اما حضور پورتلند در رقابت نهایی یک اتفاق شگفت‌انگیز و سورپرایز محسوب می‌شد. پورتلند، تیمی که تنها هفت سال از بنیان‌گذاری آن می‌گذشت، برای نخستین بار توانست در بازی‌های حذفی حاضر شود، در حالی که تعداد برد و باخت آن‌ها در فصل عادی برابر بود (۴۹–۴۹، #۳). این همچنین نخستین حضور آن‌ها در سری بازی‌های پایانی پس از جارو کردن تیم لس آنجلس لیکرز در فینال‌های کنفرانس غرب با نتیجهٔ ۴ بر ۰ بود.
این سری با نتیجهٔ ۲ بر ۰ به سود فیلادلفیا شروع شد، اما در چهار بازی بعدی، پورتلند بازی مورد انتظاری را که از این تیم انتظار می‌رفت را انجام داد و توانست با برگشتی کم نظیر که به ندرت در ورزش‌های حرفه‌ای دیده می‌شود، این سری را از آن خود کند.
بیل والتون از پورتلند نیز به عنوان باارزش‌ترین بازیکن این سری برگزیده شد.

## پیش‌زمینه

### مسیر فینال
| #  | کنفرانس غرب           | کنفرانس غرب | کنفرانس غرب | کنفرانس غرب | کنفرانس غرب   |
| #  | تیم                   | برد         | باخت        | درصد برد    | بازی‌های پشت‌سر |
| -- | --------------------- | ----------- | ----------- | ----------- | ------------- |
| ۱  | z-لس آنجلس لیکرز      | ۵۳          | ۲۹          | ۰٫۶۴۶       | –             |
| ۲  | y-دنور ناگتس          | ۵۰          | ۳۲          | ۰٫۶۱۰       | ۳             |
| ۳  | x-پورتلند تریل بلیزرز | ۴۹          | ۳۳          | ۰٫۵۹۸       | ۴             |
| ۴  | x-گلدن استیت واریرز   | ۴۶          | ۳۶          | ۰٫۵۶۱       | ۷             |
| ۵  | x-دیترویت پیستونز     | ۴۴          | ۳۸          | ۰٫۵۳۷       | ۹             |
| ۶  | x-شیکاگو بولز         | ۴۴          | ۳۸          | ۰٫۵۳۷       | ۹             |
|    |                       |             |             |             |               |
| ۷  | کانزاس سیتی کینگز     | ۴۰          | ۴۲          | ۰٫۴۸۸       | ۱۳            |
| ۸  | سیاتل سوپرسانیکس      | ۴۰          | ۴۲          | ۰٫۴۸۸       | ۱۳            |
| ۹  | ایندیانا پیسرز        | ۳۶          | ۴۶          | ۰٫۴۳۹       | ۱۷            |
| ۱۰ | فینیکس سانز           | ۳۴          | ۴۸          | ۰٫۴۱۵       | ۱۹            |
| ۱۱ | میلواکی باکس          | ۳۰          | ۵۲          | ۰٫۳۶۶       | ۲۳            |

| #  | کنفرانس شرق             | کنفرانس شرق | کنفرانس شرق | کنفرانس شرق | کنفرانس شرق   |
| #  | تیم                     | برد         | باخت        | درصد برد    | بازی‌های پشت‌سر |
| -- | ----------------------- | ----------- | ----------- | ----------- | ------------- |
| ۱  | z-فیلادلفیا سونتی‌سیکسرز | ۵۰          | ۳۲          | ۰٫۶۱۰       | –             |
| ۲  | y-هیوستون راکتس         | ۴۹          | ۳۳          | ۰٫۵۹۸       | ۱             |
| ۳  | x-واشینگتن بولتز        | ۴۸          | ۳۴          | ۰٫۵۸۵       | ۲             |
| ۴  | x-بوستون سلتیکس         | ۴۴          | ۳۸          | ۰٫۵۳۷       | ۶             |
| ۵  | x-سن آنتونیو اسپرز      | ۴۴          | ۳۸          | ۰٫۵۳۷       | ۶             |
| ۶  | x-کلیولند کاوالیرز      | ۴۳          | ۳۹          | ۰٫۵۲۴       | ۷             |
|    |                         |             |             |             |               |
| ۷  | نیویورک نیکس            | ۴۰          | ۴۲          | ۰٫۴۸۸       | ۱۰            |
| ۸  | نیو اورلینز جاز         | ۳۵          | ۴۷          | ۰٫۴۲۷       | ۱۵            |
| ۹  | آتلانتا هاوکس           | ۳۱          | ۵۱          | ۰٫۳۷۸       | ۱۹            |
| ۱۰ | بوفالو براوز            | ۳۰          | ۵۲          | ۰٫۳۶۶       | ۲۰            |
| ۱۱ | نیویورک نتس             | ۲۲          | ۶۰          | ۰٫۲۶۸       | ۲۸            |

### سری‌های فصل عادی
این دو تیم چهار بازی در فصل عادی انجام دادند، که با دو برد خانگی برای هر تیم همراه بود.
| ۵ نوامبر ۱۹۷۶ |

|  |

| فیلادلفیا سونتی‌سیکسرز ۱۰۴, پورتلند تریل بلیزرز ۱۴۶ |

| ۱۱ دسامبر ۱۹۷۶ |

|  |

| پورتلند تریل بلیزرز ۱۰۷, فیلادلفیا سونتی‌سیکسرز ۱۰۸ |

| ۱ مارس ۱۹۷۷ |

|  |

| فیلادلفیا سونتی‌سیکسرز ۱۰۷, پورتلند تریل بلیزرز ۱۰۸ |

| ۲۷ مارس ۱۹۷۷ |

|  |

| پورتلند تریل بلیزرز ۱۱۶, فیلادلفیا سونتی‌سیکسرز ۱۲۸ |

## خلاصه سری
| بازی   | تاریخ         | تیم میزبان | نتیجه   | تیم مهمان |
| ------ | ------------- | ---------- | ------- | --------- |
| بازی ۱ | یکشنبه ۲۲ مه  | فیلادلفیا  | ۱۰۷–۱۰۱ | پورتلند   |
| بازی ۲ | پنج‌شنبه ۲۶ مه | فیلادلفیا  | ۱۰۷–۸۹  | پورتلند   |
| بازی ۳ | یکشنبه ۲۹ مه  | پورتلند    | ۱۲۹–۱۰۷ | فیلادلفیا |
| بازی ۴ | سه‌شنبه ۳۱ مه  | پورتلند    | ۱۳۰–۹۸  | فیلادلفیا |
| بازی ۵ | جمعه ۳ ژوئن   | فیلادلفیا  | ۱۰۴–۱۱۰ | پورتلند   |
| بازی ۶ | یکشنبه ۵ ژوئن | پورتلند    | ۱۰۹–۱۰۷ | فیلادلفیا |

تریل بلیزرز برندهٔ سری ۴–۲

### بازی ۱
| ۲۲ مه |

| Recap/Box |

| پورتلند تریل بلیزرز ۱۰۱, فیلادلفیا سونتی‌سیکسرز ۱۰۷         |  |                                                      |
| امتیاز بر پایه وقت: ۲۵–۲۷, ۲۸–۲۸, ۲۵–۳۱, ۲۳–۲۱             |  |                                                      |
| امتیاز: Walton ۲۸ ریباند: Walton ۲۰ پاس : Hollins, Davis ۶ |  | امتیاز: Erving ۳۳ ریباند: C. Jones ۱۱ پاس: Collins ۶ |
| فیلادلفیا پیشتاز سری ۱–۰                                   |  |                                                      |

### بازی ۲
| ۲۶ مه |

| Recap/Box |

| پورتلند تریل بلیزرز ۸۹, فیلادلفیا سونتی‌سیکسرز ۱۰۷ |  |                                     |
| امتیاز بر پایه وقت: ۲۶–۳۱, ۱۷–۳۰, ۲۱–۲۰, ۲۵–۲۶    |  |                                     |
| امتیاز: Walton ۱۷ ریباند: - پاس : -               |  | امتیاز: Collins ۲۷ ریباند: - پاس: - |
| فیلادلفیا پیشتاز سری ۲–۰                          |  |                                     |

### بازی ۳
| ۲۹ مه |

| Recap/Box |

| فیلادلفیا سونتی‌سیکسرز ۱۰۷, پورتلند تریل بلیزرز ۱۲۹   |  |                                                  |
| امتیاز بر پایه وقت: ۲۱–۳۴, ۳۲–۲۶, ۲۹–۲۷, ۲۵–۴۲       |  |                                                  |
| امتیاز: Erving ۲۸ ریباند: McGinnis ۱۲ پاس : Erving ۵ |  | امتیاز: Lucas ۲۷ ریباند: Walton ۱۸ پاس: Walton ۹ |
| فیلادلفیا پیشتاز سری ۲–۱                             |  |                                                  |

### بازی ۴
| ۳۱ مه |

| Recap/Box |

| پورتلند تریل بلیزرز ۱۳۰, فیلادلفیا سونتی‌سیکسرز ۹۸ |
| سری برابر ۲–۲                                     |

### بازی ۵
| ۳ ژوئن |

| Recap/Box |

| فیلادلفیا سونتی‌سیکسرز ۱۰۴, پورتلند تریل بلیزرز ۱۱۰ |
| پورتلند پیشتاز سری ۳–۲                             |

### بازی ۶
| ۵ ژوئن |

| Recap/Box |

| پورتلند تریل بلیزرز ۱۰۹, فیلادلفیا سونتی‌سیکسرز ۱۰۷ |
| پورتلند برندهٔ سری ۴–۲                              |